# Serguéi Kochetkov
Serguéi Víktorovich Kochetkov –en ruso, Сергей Викторович Кочетков– (Moscú, 7 de agosto de 1973) es un deportista ruso que compitió en esgrima, especialista en la modalidad de espada.
Ganó dos medallas en el Campeonato Mundial de Esgrima, oro en 2003 y plata en 2002, y una medalla de bronce en el Campeonato Europeo de Esgrima de 1998.
Participó en los Juegos Olímpicos de Atenas 2004, ocupando el cuarto lugar en la prueba por equipos.

## Palmarés internacional
| Campeonato Mundial | Campeonato Mundial | Campeonato Mundial | Campeonato Mundial |
| Año                | Lugar              | Medalla            | Prueba             |
| ------------------ | ------------------ | ------------------ | ------------------ |
| 2002               | Lisboa (Portugal)  | Medalla de plata   | Espada por equipos |
| 2003               | La Habana (Cuba)   | Medalla de oro     | Espada por equipos |
| Campeonato Europeo |                    |                    |                    |
| Año                | Lugar              | Medalla            | Prueba             |
| 1998               | Plovdiv (Bulgaria) | Medalla de bronce  | Espada por equipos |